# Liebenrode
Liebenrode ist ein Ortsteil von Hohenstein (Thüringen) im nördlichen Teil des Landkreises Nordhausen am Harz.

## Geschichte
Liebenrode  hat die Form eines Haufendorfes. Erstmals urkundlich erwähnt als Lievenroth wurde der Ort im Jahre 1178.
Das Dorf entwickelte sich aus vier Siedlungszentren. Ausgehend von der Besiedelung um die Kirche entstand zunächst der Bereich um das östliche Oberdorf und das  Mitteldorf, es folgt der
Plan und der Winkel mit der späteren Kolonie und zuletzt das Unterdorf. Ober- und Unterdorf  zusammen waren im Mittelalter von einem schützenden Graben mit davorliegender Schwarzdornhecke umzogen. Die Kirche hatte den Charakter einer Kirchenburg.
Zu Liebenrode gehört der Ortsteil Steinsee, dieser befindet sich etwa zwei Kilometer südöstlich und wurde bereits am 1. Juli 1950 eingemeindet. In Liebenrode existierte ein Rittergut der Grafen von Klettenberg und später derer von Hohnstein.
Zur DDR-Zeit war Liebenrode Standort der 2. Grenzkompagnie der NVA, die entsprechende Kaserne existiert noch (2013).
Die einstmals eigenständige Gemeinde Liebenrode gehörte von 1991 bis 1996 der Verwaltungsgemeinschaft Grenzland an. Mit der Auflösung dieser am 17. Oktober 1996 wurden die Mitgliedsgemeinden zur Gemeinde Hohenstein zusammengeschlossen.

## Politik

### Wappen
Das Wappen wurde am 5. Oktober 1937 durch den Oberpräsidenten der Provinz Sachsen verliehen.
Blasonierung: „In Gold auf grünem Boden eine grüne Linde.“ Die Linde steht zumindest seit 1797 in den alten Siegeln der Gemeinde.  Das Wappen wurde von dem Magdeburger Staatsarchivrat Otto Korn gestaltet.

## Kultur und Sehenswürdigkeiten
- Liebenrode ist für seine aus vorreformatorischer Zeit stammende, denkmalgeschützte Petrikirche bekannt; bei dieser befindet sich der Kirchturm in der Mitte platziert. An den früheren Charakter der Anlage als Kirchenburg erinnern noch die hohe Mauer, die den ehemaligen Kirchhof umgab, und der wuchtige Torbau. Die Orgel wurde 1835 von dem Orgelbauer Friedrich Knauf geschaffen.
- Teile der baulichen Anlagen des ehemaligen Rittergutes sind noch vorhanden.
- Ein weiteres Rittergut (der Familie Linsenhoff) befindet sich im Ortsteil Steinsee.
- In Liebenrode gibt es mehrere Vereine, dazu gehören der „Anglerclub 58 Liebenrode e. V.“, der „TSG Grün-Weiß Liebenrode e. V.“ und der „Kleintierzüchterverein Liebenrode e. V.“
- Die Sieben Linden bilden ein Naturdenkmal, die älteste ist über 300 Jahre alt.
- Etwa einen Kilometer östlich der Ortslage befindet sich eine Gruppe von Erdfallseen: der Röstesee, der Mönchsee, der Opfersee, das Wiedertäuferloch und das Grubenloch.  All diese stehenden Gewässer beruhen auf Karsterscheinungen. Das Wiedertäuferloch erhielt seinen Namen von drei Täufern aus Ellrich, welche hier um das Jahr 1535 ertränkt worden sein sollen (vgl. auch Täufer im Harz).[2]

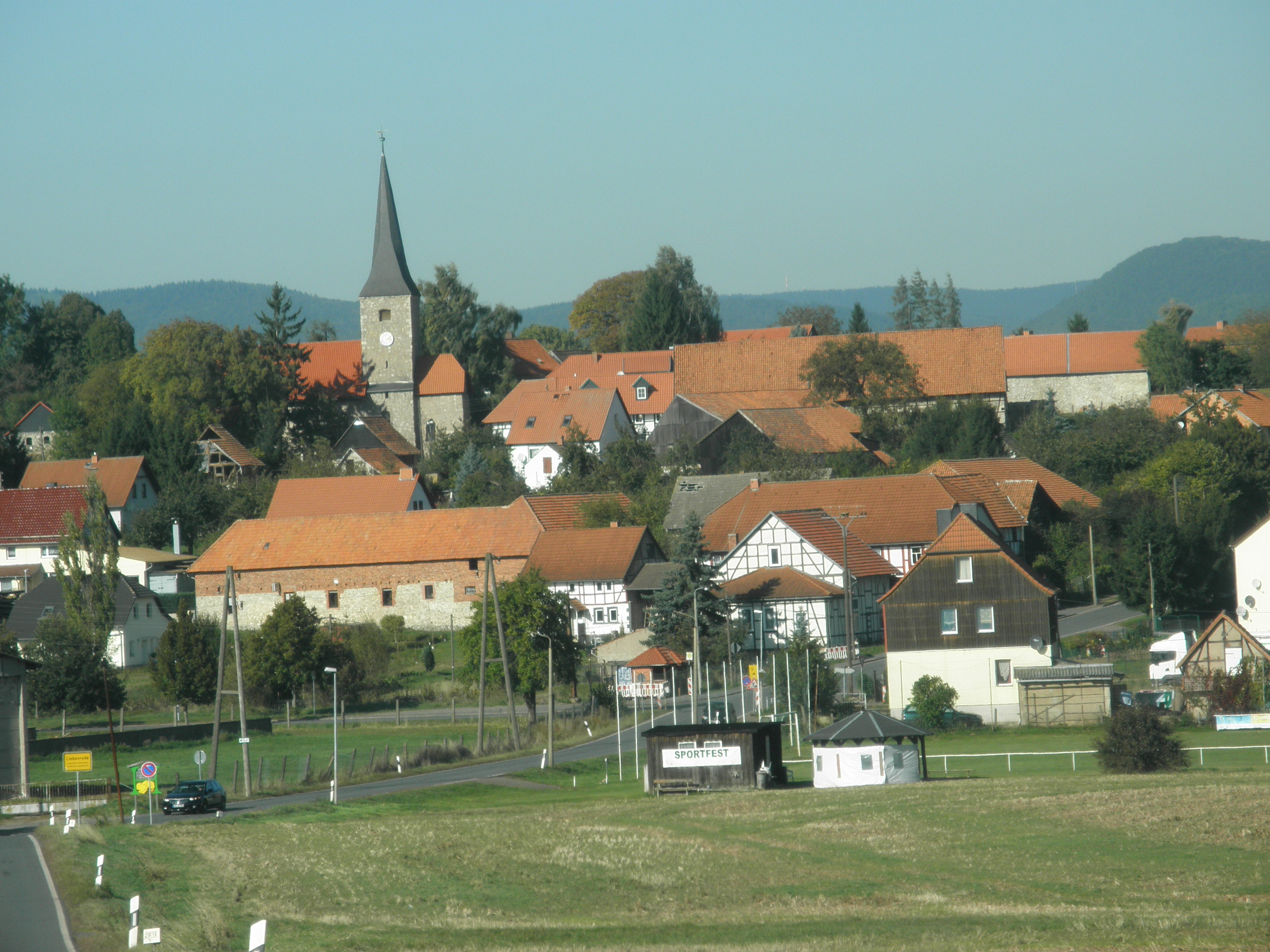
Ortszentrum von Süden her
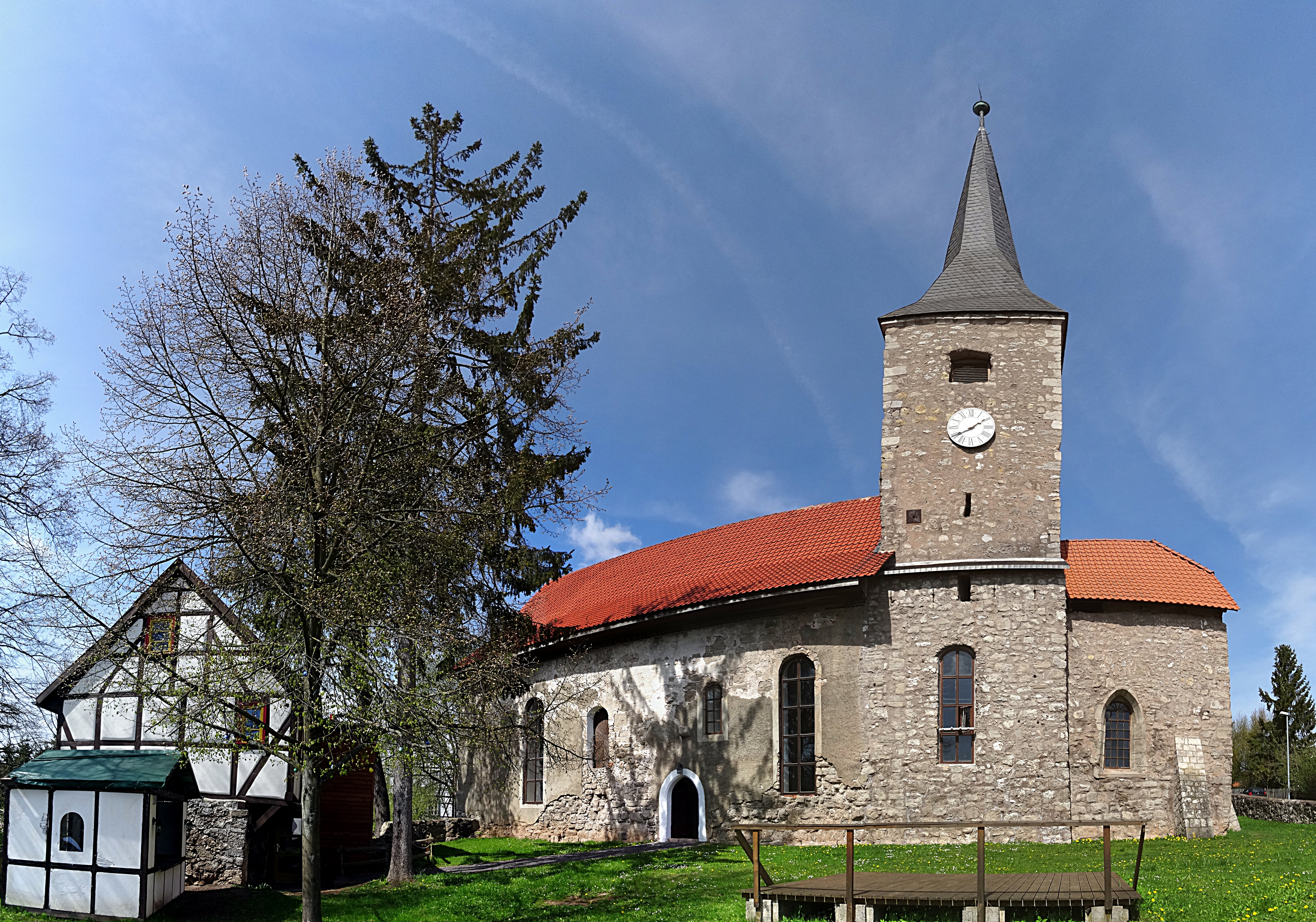
St. Petri-Kirche
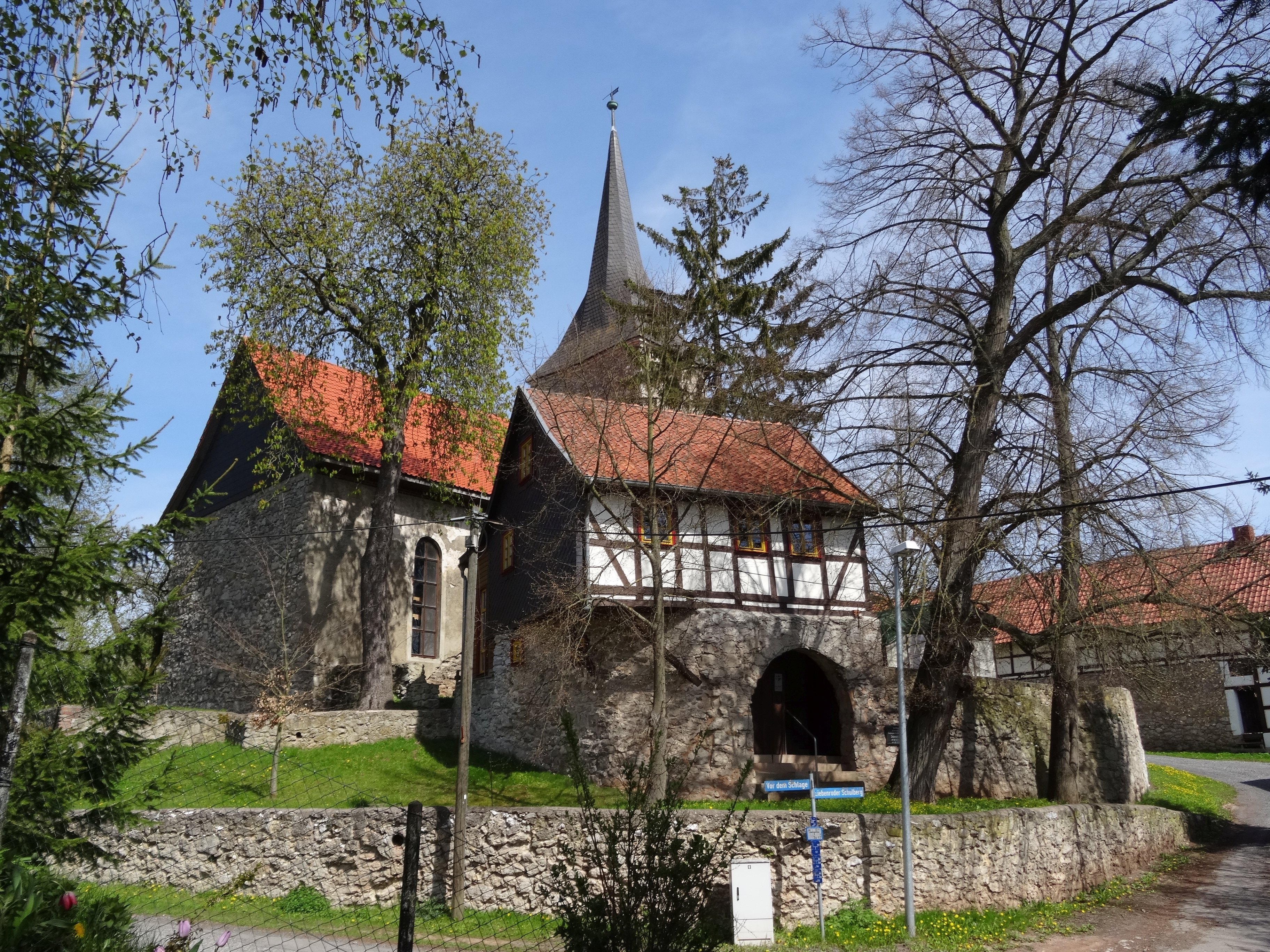
Kirchenburg mit Torbau (Hahnhaus)
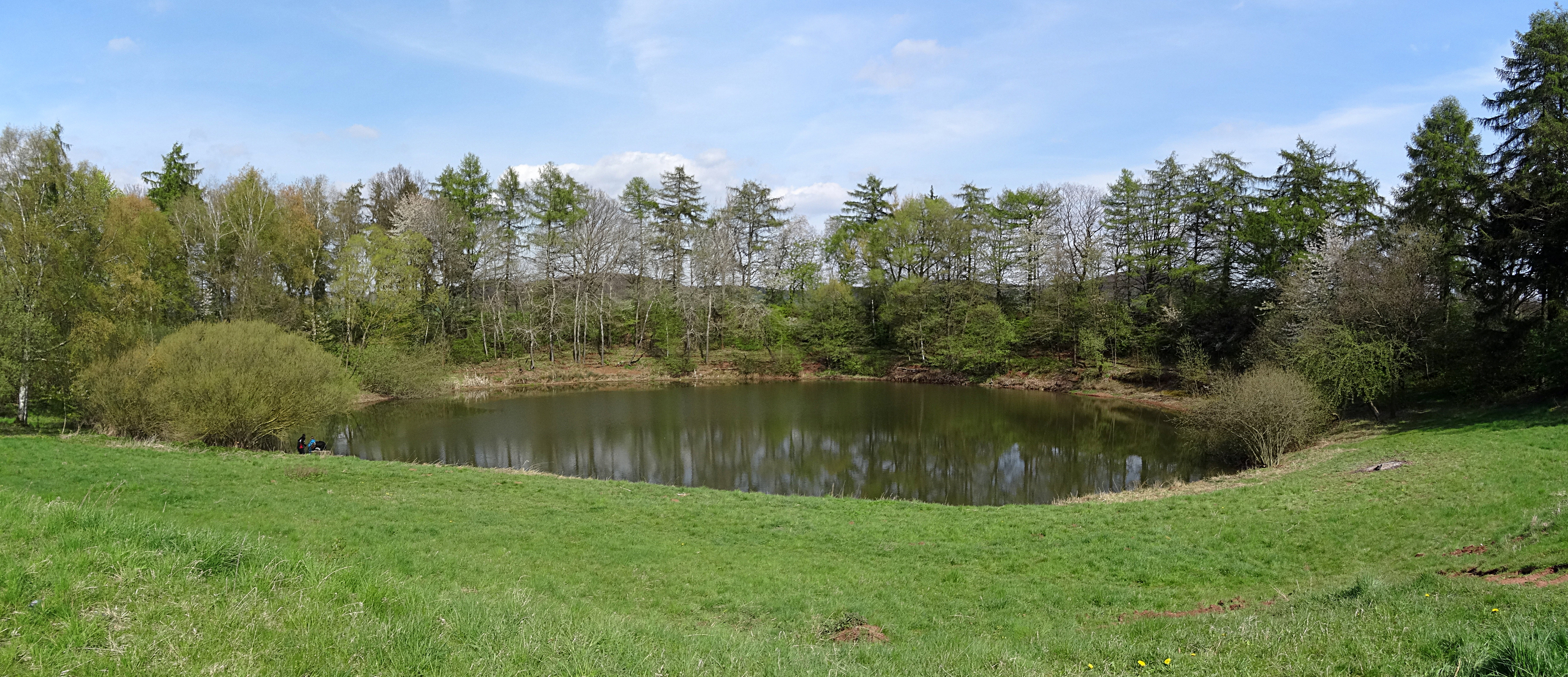
Rößesee (Röstesee)
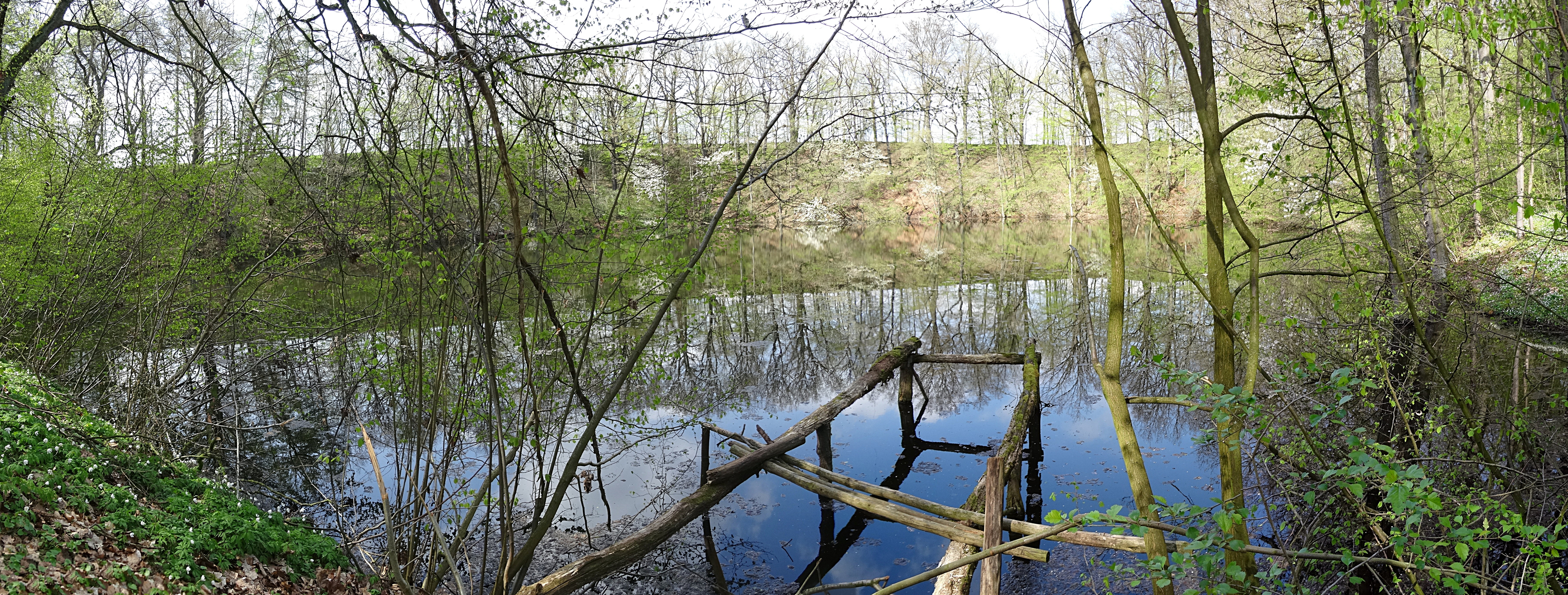
Milchsee
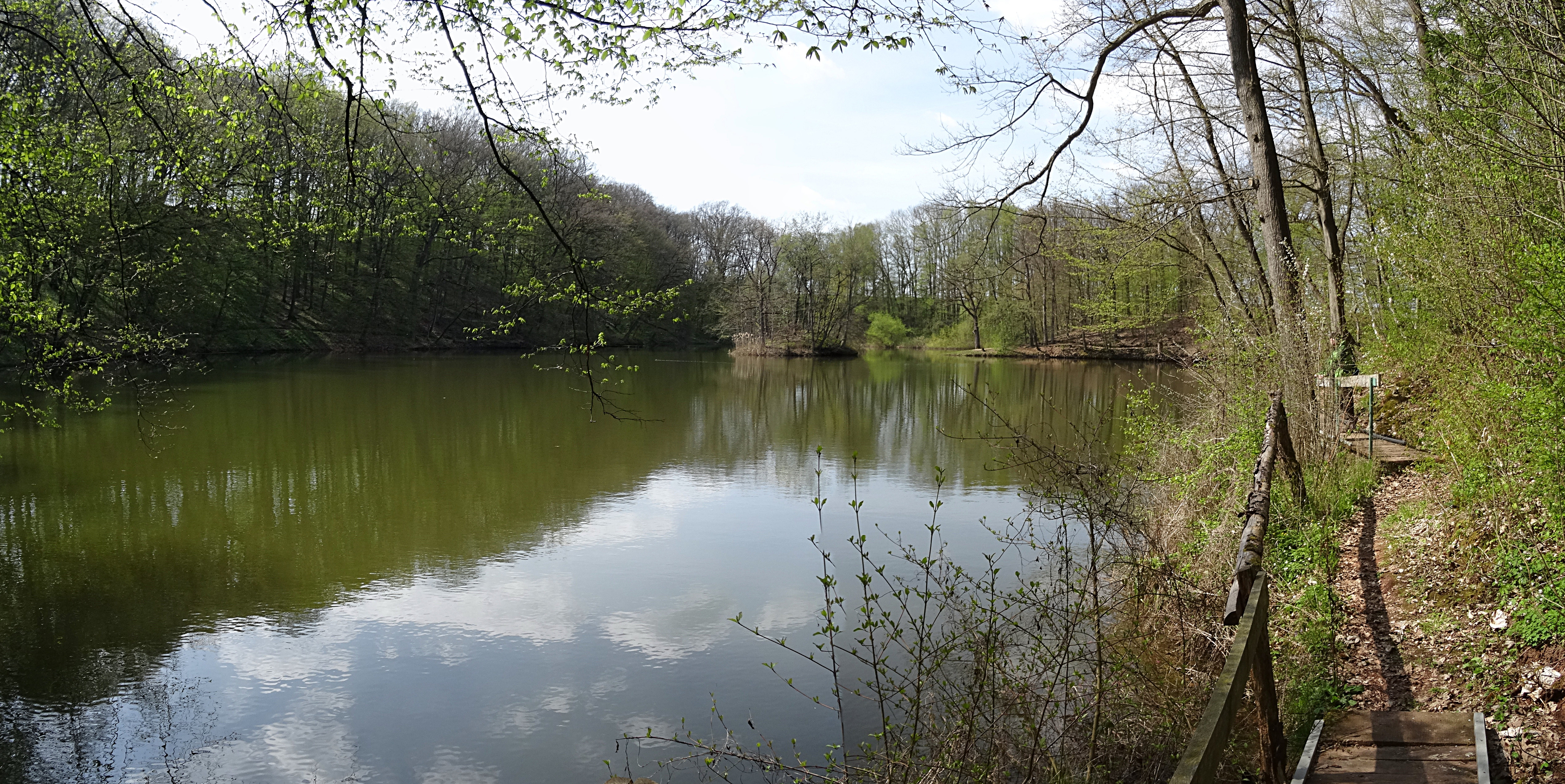
Grubenloch
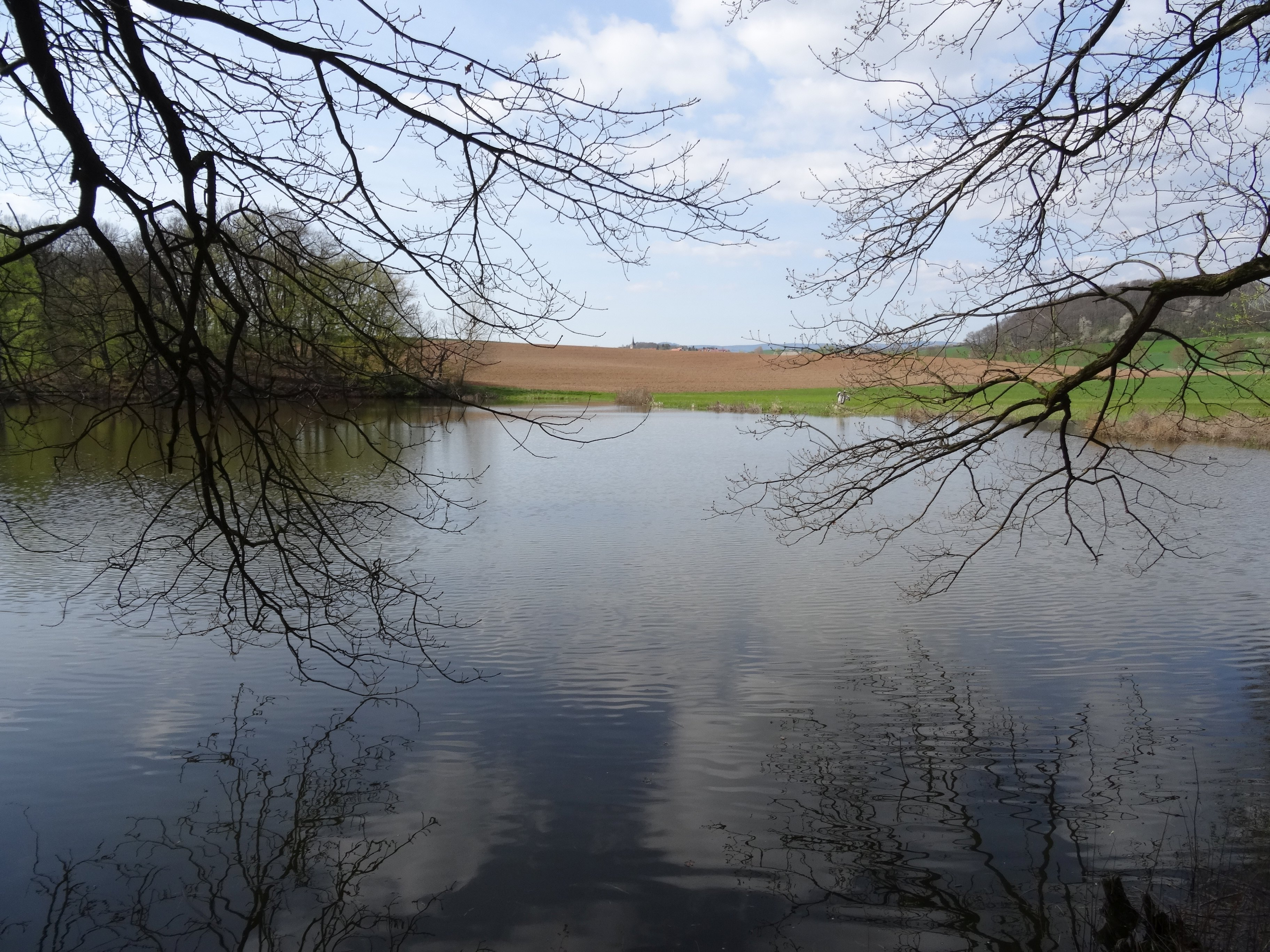
Opfersee

Liebenrode liegt am Karstwanderweg Südharz.

## Persönlichkeiten
- Johannes Mylius, geboren um 1535 in Liebenrode, 1565 vom Kaiser Maximilian II. des Heiligen Römischen Reiches als anerkannter Dichter und Gelehrter mit dem Schwanenwappen geadelt
- Arno Henze (1936–2019), Agrarmarktökonom an der Universität Hohenheim
- Friedrich Schmidt, geboren 1862 in Liebenrode, gestorben 1933 in Sangerhausen. Lehrer und Stadtarchivar in Sangerhausen, Verfasser von "Die Geschichte der Stadt Sangerhausen" 1906. Korrespondierendes Mitglied der gemeinnützigen Wissenschaften in Erfurt